# Honnali
Honnali ist eine Kleinstadt (Town Panchayat) im Bundesstaat Karnataka in Indien. 
Sie hat etwa 18.000 Einwohner (Zensus 2011). Der Ort liegt 40 km südwestlich der Distrikthauptstadt Davangere am Fluss Tungabhadra.